# Niwiska Dolne
Niwiska Dolne [pronunciación en polaco: /niˈviska ˈdɔlnɛ/] Es un pueblo en el distrito administrativo de Gmina Pajęczno, dentro del Distrito de Pajęczno, Voivodato de Łódź, en Polonia central. Se encuentra aproximadamente 7 kilómetros al suroeste de Pajęczno y 84 kilómetros al suroeste dela capital regional, Łódź.